# انسان‌شناسی دین
انسان‌شناسی دین مطالعه نهادهای دینی و روابط آن‌ها با نهادهای اجتماعی و مقایسه اعتقادات مذهبی و اعمال دینی میان فرهنگ‌های مختلف است. انسان‌شناسی مدرن بر این باور است که میان سحرپنداری و دین پیوستگی مستقیمی وجود دارد، و هر دین محصول فرهنگی ایجادشده توسط جوامع بشری که آن‌ها را پرستش می‌کنند است.

## برخی باورها و اعمال مذهبی
| - پرستش نیاکان - ستایش اغراق‌آمیز - روح‌باوری - ستاره‌بینی - اقتدار - تعویذ - جادو - فرقه - دیو - طالع‌بینی - جن‌گیری - شر - فتیشیسم - نابغه - خدا - شبح | - کفر - نامیرایی - صورتک - معجزه - پزشکی - یکتاپرستی - اسطوره‌شناسی - عصر نو - مرموزگرایی - فال - درد | - چندخدایی - نماز - نبوت - تناسخ - خلسه دینی - آیین - قربانی - شمن‌باوری - فراطبیعی - تعویذ - خداباوری - توتم‌پرستی |